# Kaïaniens
Les Kaïaniens ou Kayaniens (en perse : دودمان کیانیان) sont la deuxième dynastie de Perse. 
Dans la tradition et le folklore persan/iranien, elle aurait régné après les Pichdadiens. Les rois kaïaniens sont les héros de l'Avesta et du Shahnameh.

## Histoire
L'histoire liée à la dynastie mêle faits véridiques et faits légendaires. Zoroastre apparaît durant le règne de la dynastie ainsi que la chute de l'empire des Perses conquis par Alexandre le Grand en 331 avant J-C. 
La première préfiguration connue des grandes légendes des rois Kayaniens apparaît dans les Yashts de l'Avesta, où les dynastes offrent des sacrifices au dieu Ahura Mazda afin de gagner leur soutien et de gagner en force dans la lutte perpétuelle contre leurs ennemis, les Aneran (non-aryens, parfois identifiés comme les Touraniens).
Dans Yasht 5, 9.25, 17.45-46, Haosravah, un roi kayanien connu plus tard sous le nom de Key Khosrow, avec Zoroastre et Zamasp (un premier ministre du patron de Zoroastre, Vishtaspa (en), un autre roi kayanien) adorent Airyanem Vaejah. Le récit raconte que le roi Haosravah a uni les différentes tribus aryennes (iraniennes) en une seule nation (Yasht 5.49, 9.21, 15.32, 17.41).
Dans le Mandéisme, le livre 18 du Right Ginza (en) répertorie plusieurs rois kayaniens, à savoir Key Qobad, Key Kavous, Key Khosrow, Kaï Lohrasp et Vishtaspa,.

## Traditions et folklores
Vers la fin de la période sassanide, Khosro Ier ordonne une compilation des légendes entourant les Kayaniens. Le résultat est le Khwaday-Namag ou « Livre des Seigneurs », une longue historiographie de la nation iranienne depuis le Keyoumars primordial jusqu'au règne de Khosro II, avec des événements organisés selon la séquence perçue des rois et des reines, au nombre de cinquante.
Cette compilation a peut-être été motivée par l'inquiétude suscitée par la détérioration de l'esprit national. Il y avait à faire face aux changements climatiques mondiaux désastreux de 535-536 et à la peste de Justinien, et les Iraniens auraient trouvé un réconfort bien mérité dans les légendes rassemblées sur leur passé.
À la suite de l'effondrement de l'empire sassanide et à la montée de l'islam qui a suivi dans la région, les légendes kayaniennes sont tombées en disgrâce jusqu'au premier renouveau de la culture iranienne sous les Samanides. Avec le folklore conservé dans l'Avesta, le Khwaday-Namag a servi de fondement à d'autres recueils épiques en prose, comme ceux commandés par Abu Mansur Abd al-Razzaq, dont les textes ont depuis été perdus. Le renouveau parrainé par les Samanides a également conduit à la résurgence de la littérature zoroastrienne, comme le Denkard, dont le livre 7.1 est également une historiographie des Kayaniens. L'œuvre la plus connue du genre est cependant le « Livre des Rois » de Ferdowsi, qui, bien que s'inspirant d'œuvres antérieures, est entièrement en vers.